# 繁富香織
繁富 香織（しげとみ かおり）は、日本の工学者。専門は医用生体工学。北海道滝川市出身。現在は北海道大学大学院教育推進機構准教授であり、「バイオ折り紙エンジニア」として再生医療に向けた研究を行っている。別名として栗林 香織（くりばやし かおり）。

## 経歴
札幌市立札幌開成高校を卒業後、室蘭工業大学工学部機械システム科に進学した。宇宙で展開できるソーラーパネルの開発を目指し、自然界でのモデルとしてラワン蕗の葉の展開と折りたたみ研究を行う。米国オレゴン工科大学留学時、医療の授業を受けたことをきっかけに、工学の知識を活かし医療に貢献したいと考える。北海道大学の修士課程では医療機器の開発研究を、英国オックスフォード大学の博士課程では、折り紙の折りたたみパターンを利用した医療器具「折り紙ステントグラフト」の開発を行い、2004年修了。以来、折り紙工学博士としてさまざまな研究を重ねた。
帰国後は東京大学で、マイクロ・ナノ加工技術を用いて細胞を折り紙のように折り立体的に培養できる「細胞折り紙」技術を開発した。2012年より北海道大学で、細胞折り紙技術を用いて再生医療の応用を目指して研究を進めている。2013年に「世界で注目すべき女性研究者25人」のロボット分野で、アジアから唯一選出された。
2014年には「IEEE EMBS Micro and Nanotechnology in Medicine（電気・電子工学と医療バイオ分野）」において、若手研究者ベストプレゼンテーション賞を世界で唯一受賞した。2023年キャタピラーSTEM賞 最優秀賞。